# Upper Clyde Shipbuilders
Upper Clyde Shipbuilders (UCS) est un consortium de construction navale écossais, créé en 1968 à la suite de la fusion de cinq grands constructeurs navals de la Clyde. Il entre en liquidation, avec beaucoup de controverse, en 1971. Cela a conduit à une campagne de « work-in » dans les chantiers navals de la société, impliquant les délégués syndicaux Jimmy Airlie et Jimmy Reid, entre autres.

## Formation
La société est née en février 1968 de la fusion de cinq entreprises de construction navale d'Upper Clyde : Fairfield à Govan (division Govan), Alexander Stephen and Sons à Linthouse (division Linthouse), Charles Connell and Company à Scotstoun (division Scotstoun) et John Brown & Company à Clydebank (division Clydebank), ainsi qu'une filiale associée, Yarrow Shipbuilders Ltd, dans laquelle UCS détient une participation majoritaire de 51 %.
La fusion résulte du rapport Geddes, publié en 1966, et de la loi de 1967 sur l'industrie de la construction navale (parrainée par le ministre de la Technologie, alors Anthony Wedgwood Benn) qui recommande la rationalisation et l'intégration horizontale de la construction navale au Royaume-Uni dans de grands groupes régionaux, aidé par des subventions du Conseil national de l'industrie de la construction navale, afin de réaliser des économies d'échelle et de mieux concurrencer sur le marché des navires marchands de plus en plus grands comme les VLCC. La création de ces groupements comprend Scott Lithgow sur le Lower Clyde, Swan Hunter sur Tyneside et Robb Caledon sur la côte est de l'Ecosse. Le gouvernement détient une participation minoritaire de 48,4% dans le consortium et accorde un prêt gouvernemental sans intérêt de 5,5 millions de livres sterling au cours des trois premières années. UCS a à l'époque un carnet de commandes d'une valeur de 87 millions de livres sterling.

## Effondrement du Upper Clyde Shipbuilders
En juin 1971, la société déficitaire Upper Clyde Shipbuilders est mise sous séquestre (un seul chantier sur cinq, Yarrow Shipbuilders Ltd, reste rentable mais a quitté la coentreprise en avril 1970). En février 1971, à la suite de la nationalisation d'urgence de Rolls-Royce Limited, le gouvernement conservateur de l'époque dirigé par Edward Heath et le secrétaire d'État au Commerce et à l'Industrie, John Davies, annoncent une politique qui refuse un soutien supplémentaire de l'État pour « lame duck » (canard boiteux), ce qui conduit à une crise de confiance parmi les créanciers de l'UCS et entraîne de graves problèmes de trésorerie pour l'entreprise. Après que le gouvernement refuse à UCS un prêt de fonds de roulement de 6 millions de livres sterling en tant que prêteur de dernier recours, la société est contrainte de se mettre en liquidation bien que les chantiers aient un carnet de commandes complet et un bénéfice prévu en 1972.

## Work-in
Après l'effondrement de l'entreprise, les syndicats représentant les travailleurs du chantier naval décident d'organiser un « work-in », plutôt que de se mettre en grève, et de terminer les commandes que les chantiers navals ont encore en place.

## Restructuration et conséquences
En février 1972, le gouvernement conservateur cède aux revendications des travailleurs et restructure les chantiers autour de deux nouvelles entreprises : Govan Shipbuilders est créée (anciennement Fairfields), ainsi que sa filiale Scotstoun Marine Ltd (anciennement Connells). Yarrow Shipbuilders s'est déjà retiré de l'UCS en avril 1970 et a retrouvé son statut de société indépendante (jusqu'en 1977, date à laquelle elle est nationalisée en tant que membre de British Shipbuilders, aux côtés de Govan Shipbuilders). Un quatrième chantier, à Clydebank (anciennement John Brown), est vendu à Marathon Oil comme chantier de fabrication de plates-formes pétrolières ; qui ferme finalement ses portes en 2001. L'ancien chantier Alexander Stephens and Sons à Linthouse est fermé en 1972 après la liquidation d'UCS.
Depuis 2012, deux grands chantiers navals sur l'Upper Clyde (les anciens chantiers Yarrow et Fairfields) restent en activité, sous le nom de BAE Systems Surface Ships, propriété de l'entrepreneur de défense BAE Systems. Il se concentre principalement sur la conception et la construction de navires de guerre technologiquement avancés pour la Royal Navy et d'autres marines.